# Дегтярі
Дегтярі́ — село у Богодухівській міській громаді Богодухівського району Харківської області України.
- Поштове відділення: Вінницько-Іванівське

## Географія
Село Дігтярі знаходиться за 1 км від річки Івани і оточене селами Коротке і Вінницькі Івани і селищем Степне. Поруч проходить автомобільна дорога Р22.

## Історія
- 1784 рік — дата заснування.
- 12 червня 2020 року, відповідно до розпорядження Кабінету Міністрів України № 725-р «Про визначення адміністративних центрів та затвердження територій територіальних громад Харківської області», село увійшло до Богодухівської міської громади[1].
- 19 липня 2020 року, в результаті адміністративно-територіальної реформи та ліквідації Богодухівського району (1923—2020), село увійшло до складу новоутвореного Богодухівського району Харківської області[2].

## Населення

### Мова
Розподіл населення за рідною мовою за даними :
| Мова            | Кількість | Відсоток |
| --------------- | --------- | -------- |
| українська      | 113       | 88.98%   |
| вірменська      | 8         | 6.30%    |
| російська       | 4         | 3.15%    |
| інші/не вказали | 2         | 1.57%    |
| Усього          | 127       | 100%     |